# 小笠原貞寧
小笠原 貞寧（おがさわら さだやす）は、豊前小倉新田藩（千束藩）の第8代藩主。

## 生涯
天保2年（1831年）6月26日、第5代藩主・小笠原貞哲の三男として江戸で生まれる。嘉永7年（1854年）6月5日、弟で第7代藩主となっていた貞嘉（忠嘉）が本家小倉藩の藩主・小笠原忠徴の世子となったため、代わって小倉新田藩主となった。安政3年（1856年）6月6日、隠居し、養子貞正に家督を譲った。その直後の8月9日に死去した。享年26。